# Dodatek do gry komputerowej
Dodatek do gry komputerowej – uzupełnienie istniejącej gry. Dodatki najczęściej zawierają nowe poziomy, broń, obiekty i rozszerzenie fabuły istniejącej już gry. Producent gry może zatrudnić do pracy nad dodatkiem inną firmę lub sam stworzyć rozszerzenie (zobacz Hellfire dla Diablo i Lord of Destruction dla Diablo II). Za pierwszy wydany dodatek do gry komputerowej uważa się Wing Commander: The Secret Missions z 1991.

## Cena dodatków
Cena rozszerzenia jest zazwyczaj niższa niż cena gry podstawowej. Jeżeli do gry zostały wydane różne dodatki, nowsze mogą zawierać częściowo lub w całości elementy z poprzednich dodatków. Niekiedy gry zostają wydane w kompilacjach zawierających większość dodatków, jak na przykład The Sims Mega Deluxe zawierający The Sims wraz z dodatkami The Sims: Światowe życie, The Sims: Balanga i The Sims: Randka). Takie kolekcje powodują, że gra może się okazać bardziej atrakcyjna dla osób, które nie miały jeszcze z nią kontaktu.

## Dodatek samodzielny
Niektóre z dodatków nie wymagają posiadania podstawowej wersji gry, jak w przypadku Blue Shift dla Half-Life czy Tom Clancy’s Rainbow Six: Covert Ops Essentials dla Tom Clancy’s Rainbow Six. Taki typ dodatku jest nazywany samodzielnym dodatkiem.

## Rynek konsolowy
Dodatki głównie wydawane są dla gier na komputery osobiste, ale także dla gier konsolowych, głównie dzięki popularyzowaniu usług internetowych, takich jak Xbox Live czy PlayStation Network. Jeden z takich dodatków to Halo 2 Multiplayer Map Pack, który zawiera dziewięć nowych map i poprawki do gry dostępne dla użytkowników platformy Xbox Live. Grand Theft Auto: London 1969 był pierwszym dodatkiem wydanym na konsolę PlayStation.